# Sérgio Antônio Borges Júnior
Sérgio Antônio Borges Júnior, meglio noto come Serginho (Contagem, 4 agosto 1986), è un calciatore brasiliano, centrocampista dell'Itabirito.

## Palmarès

### Club

#### Competizioni statali
- Campionato Mineiro: 4

Atlético Mineiro: 2007, 2010, 2012, 2013

#### Competizioni nazionali
- Coppa di Turchia: 1

Akhisar Belediyespor: 2017-2018
- Supercoppa di Turchia: 1

Akhisar Belediyespor: 2018